# Даман (місто)
Даман (гудж. દમણ, англ. Daman, порт. Damão) — місто та муніципальна рада в окрузі Даман союзної території Даман і Діу в Індії.

## Внутрішній розподіл
Місто розділене річкою Даманський Ганг (англ. Daman Ganga River) на дві частини — Нанідаман (англ. Nanidaman, «Малий Даман») та Мотідаман (англ. Motidaman, «Великий Даман»). Цікаво, що Нанідаман більше Мотідамана. Це центр міста, у якому розташовані більшість важливих об'єктів, таких як школи, лікарні, супермаркети, великі житлові райони. Мотідаман — старе місто, населене переважно рибалками та державними службовцями.
Нанідаман та Мотідаман з'єднані двома мостами (перший призначений, переважно, для двоколісного транспорту, а другий — для легкових та вантажних автомобілів). Перший міст обвалився у серпні 2004 року (загинуло 28 школярів). Міст був відновлений, але незабаром знову обвалився. Зараз транспортування людей через річку здійснюється невеликими човнами кілька разів на день.

## Промисловість
Даман разом із сусідніми містами Вапі та Сілвасса утворюють великий промисловий вузол. Тут виробляються пестициди, хімікалії, добрива, іграшки, електроніка, барвники, друкарська фарба, пластмаси, тощо.

## Демографія
За переписом 2001 року, населення міста становить 35 743 осіб, з них 53% чоловіків і 47% жінок. Рівень грамотності 76%, що вище середньогонаціонального рівня (64,84%). Грамотність серед чоловіків становить 81%, серед жінок — 70%. 12% населення — діти до 6 років.
Більшість населення у Дамані складають кваліфіковані та освічені мігруючі робітники, що проживають у Дамані близько 5 років.

## Туризм
Даман популярний серед туристів. Переважно, завдяки великим, недоторканим пляжам та вільному продажу міцних алкогольних напоїв, яка заборонена у багатьох штатах Індії.